# Svojšice (Pardubice)
Svojšice è un comune della Repubblica Ceca facente parte del distretto di Pardubice, nella regione omonima.